# Homolomannia sibogae
Homolomannia sibogae is een krabbensoort uit de familie van de Homolidae. De wetenschappelijke naam van de soort is voor het eerst geldig gepubliceerd in 1912 door Ihle.